# Angola-Stummelaffe
Der Angola-Stummelaffe oder Angola-Mantelaffe (Colobus angolensis) ist eine Primatenart aus der Gruppe der Stummelaffen. Er ist eng mit dem bekannten Mantelaffen verwandt und hat von allen Vertretern seiner Gattung das südlichste Verbreitungsgebiet.

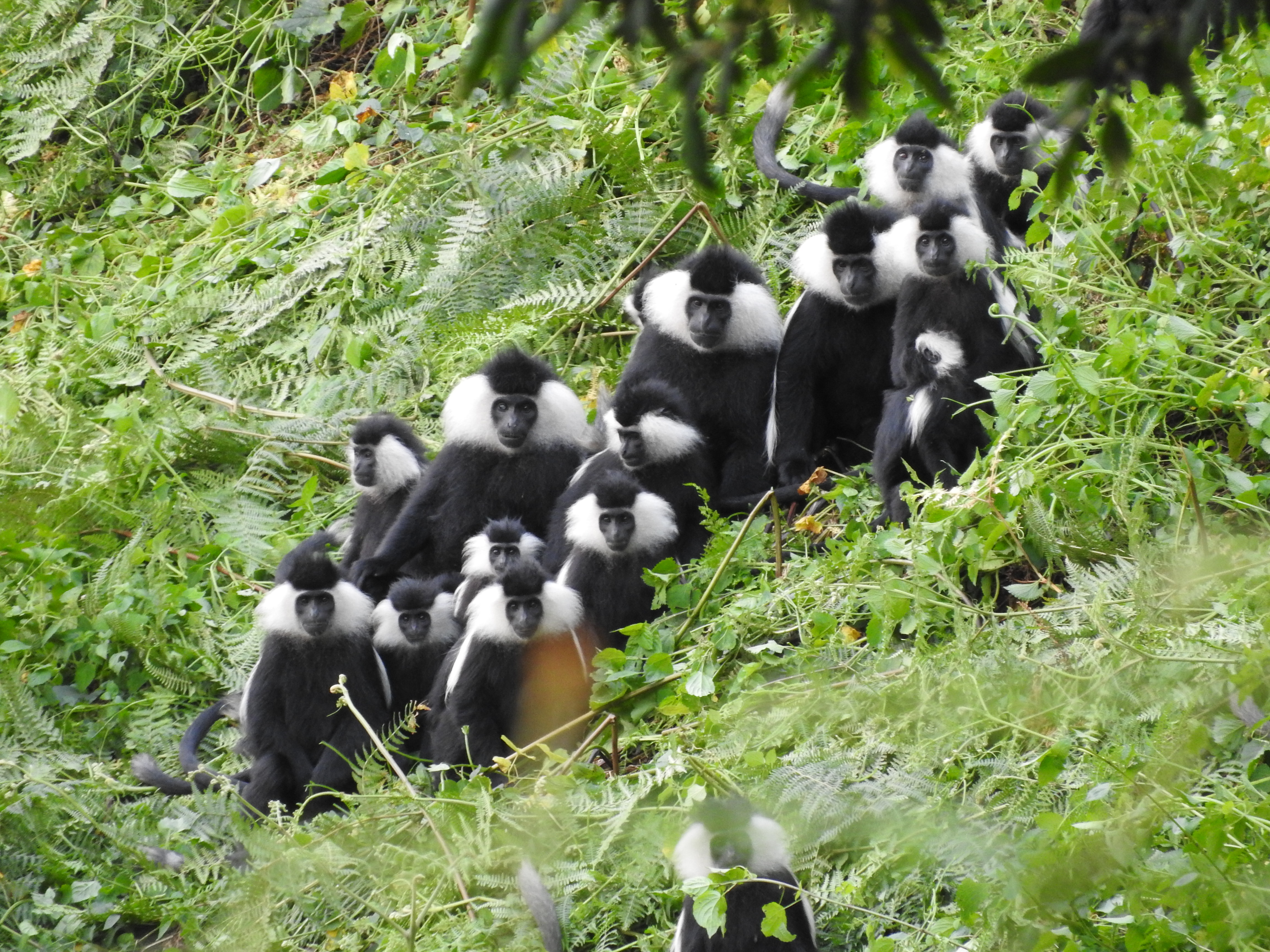
Colobus angolensis ruwenzorii

## Merkmale
Wie bei nahezu allen Schwarz-weißen Stummelaffen ist das Fell kontrastreich gefärbt. Die Grundfarbe des Fells ist schwarz, rund um das Gesicht und an den Schultern befinden sich lange, weiße Haare. Der Schwanz endet in einer kleinen, weißen Quaste. Wie alle Stummelaffen sind sie schlanke, langschwänzige Tiere mit rückgebildetem Daumen. Diese Primaten erreichen eine Kopfrumpflänge von 49 bis 68 Zentimetern, wozu noch ein 70 bis 83 Zentimeter langer Schwanz kommt. Das Gewicht variiert zwischen 6 und 12 Kilogramm, wobei die Männchen schwerer als die Weibchen werden.

## Verbreitung, Lebensraum und Unterarten
Angola-Stummelaffen sind im östlichen und südlichen Afrika beheimatet, ihr Verbreitungsgebiet umfasst den Süden und Osten der Demokratischen Republik Kongo, Ruanda, Burundi, Kenia, Tansania, das nordöstliche Angola und das nordöstliche Sambia. Sie sind Waldbewohner, leben aber in verschiedenen Waldtypen wie Regen- und Trockenwäldern.
Es gibt acht Unterarten, die sich vor allem hinsichtlich der Länge und Ausdehnung ihrer weißen Schulterbehaarung, sowie der weißen Behaarung der Augenbrauen, Wangen, des Schwanzes und rund um die Sitzschwielen unterscheiden.

Verbreitungskarte der Unterarten des Angola-Stummelaffen (ohne C. a. sharpei)

- Colobus angolensis angolensis, nordöstliches Angola und Kongobecken südlich des Kongo und westlich des Lualaba
- Colobus angolensis cordieri, östlicher Kongo zwischen Lowa River und Luama River
- Colobus angolensis cottoni, nordöstlicher Kongo westlich des Albertsees und nördlich der Flüssen Ubangi und Uelle
- Colobus angolensis mahale, westliches Tansania in den Mahale-Mountains
- Tansania-Stummelaffe (Colobus angolensis palliatus), östliches Tansania nördlich des Rufiji und Kwale County in Kenia
- Colobus angolensis prigoginei, endemisch am Mount Kabobo nördlich von Kalemie im östlichen Kongo
- Ruwenzori-Stummelaffe (Colobus angolensis ruwenzorii), vom Ruwenzori-Gebirge im Norden über den Nyungwe-Wald in Ruanda bis ins südliche Burundi. Außerdem am Nabugabo-See und dem nahe gelegenen Ufer des Viktoriasees
- Colobus angolensis sharpei, fragmentiertes Verbreitungsgebiet in Tansania vom Mikumi-Nationalpark über die Eastern Arc Mountains bis an das Westufer des Rukwasees und den äußersten Norden von Malawi (Distrikt Karonga)

Groves und Kingdon synonymisierten Colobus angolensis sharpei mit Colobus angolensis palliatus. McDonald und Hamilton konnten jedoch genetische Unterschiede zwischen Colobus angolensis sharpei und der kenianischen Population von Colobus angolensis palliatus feststellen und sowohl im Primatenband des Handbook of the Mammals of the World als auch bei der IUCN wird Colobus angolensis sharpei als valide Unterart gelistet.

## Lebensweise und Ernährung
Diese Primaten sind tagaktiv und ausgeprägte Baumbewohner, die fast nie auf den Boden kommen. Sie leben in Gruppen, die aus einem Männchen, zwei bis sechs Weibchen und dem dazugehörigen Nachwuchs bestehen. Es gibt aber auch Berichte über vorübergehende Zusammenschlüsse von bis zu 300 Tieren. Die Gruppen verteidigen ein relativ kleines Territorium, auf das sie andere Gruppen mit morgendlichen Brüllkonzerten aufmerksam machen.
Blätter machen den Hauptbestandteil der Nahrung von Angola-Stummelaffen aus, daneben nehmen sie auch Samen, Früchte, Knospen und Blüten zu sich. Ein mehrkammeriger Magen hilft ihnen bei der Verwertung der schwer verdaulichen Blätternahrung.

## Fortpflanzung
In einer Gruppe pflanzt sich das Männchen mit allen Weibchen fort, es herrscht also ein polygynes Paarungsverhalten. Nach einer fünf- bis sechsmonatigen Tragzeit bringt das Weibchen in der Regel ein einzelnes Jungtier zur Welt, Zwillinge sind selten. Neugeborene haben zunächst ein weißes Fell, erst mit mehreren Monaten entwickelt sich die schwarz-weiße Fellzeichnung der ausgewachsenen Tiere. Mit rund 15 Monaten werden Jungtiere entwöhnt. Weibchen werden mit zwei und Männchen mit vier Jahren geschlechtsreif, die Männchen müssen zu diesem Zeitpunkt ihre Geburtsgruppe verlassen.

## Gefährdung
Durch die Bejagung wegen ihres Felles und Fleisches und durch die Lebensraumzerstörung sind die Bestände vielerorts zurückgegangen. Auf Straßen, die durch Waldgebiete verlaufen, werden sie zu Verkehrsopfern. Dies kann durch sogenannte „Colobridges“ verhindert werden, die die Baumwipfel über die Straße hinweg verbinden.
Von den acht von der IUCN anerkannten Unterarten werden 5 als gefährdet angesehen (C. a. angolensis, C. a. cordieri, C. a. cottoni, C. a. palliatus, C. a. sharpei), C. a. prigoginei gilt als stark gefährdet und für Colobus angolensis sp. nov. und C. a. ruwenzorii liegen nicht genug Daten vor um eine eventuelle Gefährdung zu beurteilen. Auch insgesamt beurteilt die IUCN den Bestand der Art als gefährdet.